# 샤를 트르네
샤를 트르네 (샤를 트레네, Charles Trenet, 1913년 5월 18일 – 2001년 2월 19일)는 프랑스의 샹송 가수이다. 전 세계적으로 사랑받고 있는 '라 메르(La Mer)'가 그의 대표곡이다.
샹송에 재즈의 요소를 채택하여 혁명적인 진보를 이룩한 작사·작곡가 겸 가수이다. 남프랑스 나르본에서 공증인의 아들로 태어났다. 17세 때 파리로 나와 피아니스트인 조니 에스와 함께 '샤를과 조니'라는 2중창을 만들어 데뷔하였다. 후에 독립하여 1938년에는 <붕>, 1950년에는 <캐나다 여행>으로 디스크 대상을 수상하였으며, <라 메일>, <골목 모퉁이> 등의 걸작이 많다. 1975년 4월의 리사이틀을 마지막으로 은퇴했다.